# Scolecenchelys tasmaniensis
Scolecenchelys tasmaniensis är en fiskart som först beskrevs av Mcculloch, 1911.  Scolecenchelys tasmaniensis ingår i släktet Scolecenchelys och familjen Ophichthidae. Inga underarter finns listade i Catalogue of Life.